# Mahmud Haydar
Khwaja Mahmud Haydar fou un visir al servei de Rustem ibn Umar Shaykh d'Esfahan i més tard de Sultan Muhammad ibn Baysunghur, governador timúrida del nord de Pèrsia. Junt amb Nur al-Din Kamal, Mahmud Haydar era una de les persones que podia prendre decisions a Esfahan i segurament formaven part del diwan provincial com a membres del consell de la ciutat; tenia fortes connexions amb el diwan que havia estat cridat a Herat per pagar les taxes endarrerides i va acceptar recaptar diners de la població d'Esfahan; aquest diwan no va aconseguir els diners que esperava de la població i no va poder complir les seves promeses. Llavors van decidir demanar ajut a Sultan Muhammad ibn Baysunghur i desafiar a Xah Rukh. Mahmud Haydar fou considerat el cap del moviment i fou un dels que Xah Rukh va fer empresonar el 1447. A la mort de Xah Rukh el mateix 1447, Sultan Muhammad el va alliberar i el va enviar a Esfahan amb altres oficials per preparar la seva arribada i el va nomenar per una alta posició al diwan. Quan Sultan Muhammad va controlar Khurasan, Mahmud Haydar fou un dels membres del govern encarregats dels afers de govern del territori. Quan Sultan Muhammad fou derrotat i mort el 1452, Mahmud es va posar al servei del vencedor, el seu germà Abu l-Kasim Babur i altre cop va servir a Esfahan on fou enviat per organitzar la rebuda de Babur. Però Mahmud era lleial a Esfahan abans que a Babur i la ciutat li va refusar l'entrada al príncep, decisió en la qual va participar activament. Quan els kara koyunlu van ocupar Esfahan va conservar la seva influència i fou nomenat pel càrrec de sadr o sardar.